# Otto Wahls
Otto Joseph Robert Wilhelm Wahls (Deckname Otto Börner; * 4. November 1907 in Hamburg; † 2. April 1990 in Mexiko-Stadt) war ein deutscher Kommunist, Redakteur, Widerstandskämpfer gegen das NS-Regime und Spanienkämpfer.

## Leben
Wahls, Sohn eines Bäckers, erlernte den Beruf des Buchdruckers. 1921 trat er zunächst der Sozialistischen Arbeiter-Jugend, dann der Kommunistischen Jugend Deutschlands bei. Im Oktober 1923 nahm er am Hamburger Aufstand teil. 1925 gehörte er zu den Mitbegründern des Roten Frontkämpferbundes (RFB) und deren Roter Jungfront in Hamburg-Barmbek. Von 1925 bis 1927 war Wahls Gauführer der Roten Jungfront Wasserkante. Auf der Bezirkskonferenz vom 26. Juli 1925 wird er als Vertreter der Jungfront in den Vorstand des RFB Groß-Hamburg gewählt. Auf dem RFB-Bundeskongress 1927 wurde Wahls in die Reichsführung gewählt und übernahm er die Leitung der Roten Jungfront in Berlin-Brandenburg. Er war zeitweise auch deren Reichsleiter. Während der Wittorf-Affäre stand Wahls hinter Ernst Thälmann und positionierte sich gegen Werner Jurr und andere kritische Jungfront-Funktionäre. 1929 war er für ein halbes Jahr Kursant an der Internationalen Lenin-Schule in Moskau. 
Wahls kehrte Ende 1929 aus Moskau zurück und wurde Redakteur der KPD-Zeitung Klassenkampf in Halle (Saale). 1930/31 war er Redakteur des Ruhr-Echos in Essen. Im August 1931 wurde er wegen „literarischen Hochverrats“ zu einem Jahr Festungshaft verurteilt. Ab November 1932 war er Redakteur der kommunistischen Hamburger Volkszeitung.
Nach der „Machtergreifung“ der Nationalsozialisten gehörte Wahls ab Februar 1933 dem illegalen Sekretariat der KPD-Bezirksleitung Wasserkante an. Im September 1933 ging er nach Berlin und wurde Politischer Leiter für Berlin-Brandenburg. Von Anfang 1934 bis März 1935 wirkte er in Berlin als Chef der Landesleitung der illegalen KPD im Reich. Wahls war 1933 in das ZK kooptiert worden. Während der Auseinandersetzungen zwischen Franz Dahlem, Fritz Schulte und der Mehrheit des Politbüros gegen Walter Ulbricht und Wilhelm Pieck gehörte er zu den sogenannten „linkssektiererischen Thälmann-Anhängern“. 
Im März 1935 reiste Wahls – unter dem Pseudonym Otto Börner – über Prag nach Moskau. Er nahm im Sommer 1935 als Delegierter am VII. Weltkongress der Kommunistischen Internationalen und im Oktober des gleichen Jahres an der Brüsseler Konferenz der KPD in Moskau teil. Dort kam es zu heftigen Auseinandersetzungen wegen Wahls kritischer Berichte über die Lage in Deutschland als Chef der Landesleitung (1934/35). Er wurde des „Pessimimus“ bezichtigt und wie Hermann Schubert und Fritz Schulte scharf angegriffen. Da seine Selbstkritik als nicht ausreichend angesehen wurde, wurde Wahls nicht mehr ins ZK berufen. Anschließend arbeitete Wahls bei der deutschen Redaktion von Radio Moskau. 
Im September 1936 lehnte die deutsche Vertretung beim EKKI den Vorschlag der Überführungskommission, Wahls in die KPdSU aufzunehmen, wegen „gruppenmäßiger Tendenzen und Sektierertum“ ab. Wahls meldete sich als Freiwilliger nach Spanien, durfte ausreisen und entging so – großer Wahrscheinlichkeit nach – der Liquidierung durch das NKWD. Als Angehöriger der Internationalen Brigaden wurde er für den von ihm organisierten Ausbruch von vierhundert eingekesselten Interbrigadisten mit der Medaille „Tapferkeit vor dem Feind“ ausgezeichnet. Nach dem Sieg der Franquisten im Spanischen Bürgerkrieg flüchtete Wahls nach Frankreich. Dort wurde er nach dem Beginn des Zweiten Weltkrieges in Le Vernet, dann in Les Milles interniert. Wahls kehrte zusammen mit Paul Merker, Walter Janka und Georg Stibi von einem Tagesausgang nach Marseille am 1. Juli 1941 nicht mehr ins Lager Les Milles zurück und ging in die Illegalität. Er erhielt ein Visum für Mexiko, wo er am 16. Dezember 1941 als Passagier des portugiesischen Schiffes Serpa Pinto zusammen mit rund 40 deutschen Kommunisten (darunter Georg Stibi, Walter Janka und Alexander Abusch) eintraf.
Unter dem Namen Otto Börner wurde Wahls im Januar Orgleiter der Führungsgruppe der KPD in Mexiko und arbeitete im Bund Freies Deutschland mit. Er war Redakteur des zu einer Zeitung ausgebauten Bulletins Alemania Libre. Nach der Ankunft Paul Merkers im Juni 1942 wurde zunächst Georg Stibi, dann auch Wahls aus ihren Positionen entfernt. Börner gab am 6. April 1943 eine schriftliche Erklärung zu seinen „Fehlern“ ab und zog sich von der aktiven Parteiarbeit zurück. Am 1. November 1945 beschloss die Leitung der KPD-Gruppe in Mexiko unter Paul Merker, „Otto Börner wegen gröblicher Vernachlässigung seiner Parteipflichten aus der Partei auszuschließen“. 
Wahls blieb in Mexiko und arbeitete als Buchdrucker und Verkäufer und war zuletzt als Kassierer in der Farbenfabrik des ehemaligen österreichischen Interbrigadisten Bruno Meier in Mexiko-Stadt beschäftigt.